# Alburnus zagrosensis
Alburnus zagrosensis är en fiskart som beskrevs av Brian W. Coad 2009. Alburnus zagrosensis ingår i släktet Alburnus och familjen karpfiskar. Inga underarter finns listade i Catalogue of Life.